# Список риб Ліхтенштейну

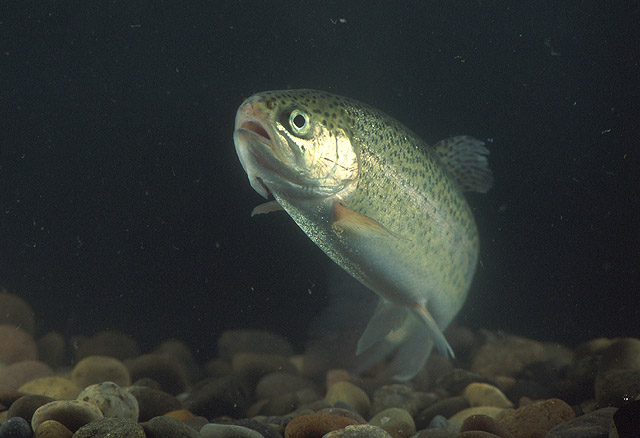
Oncorhynchus mykiss

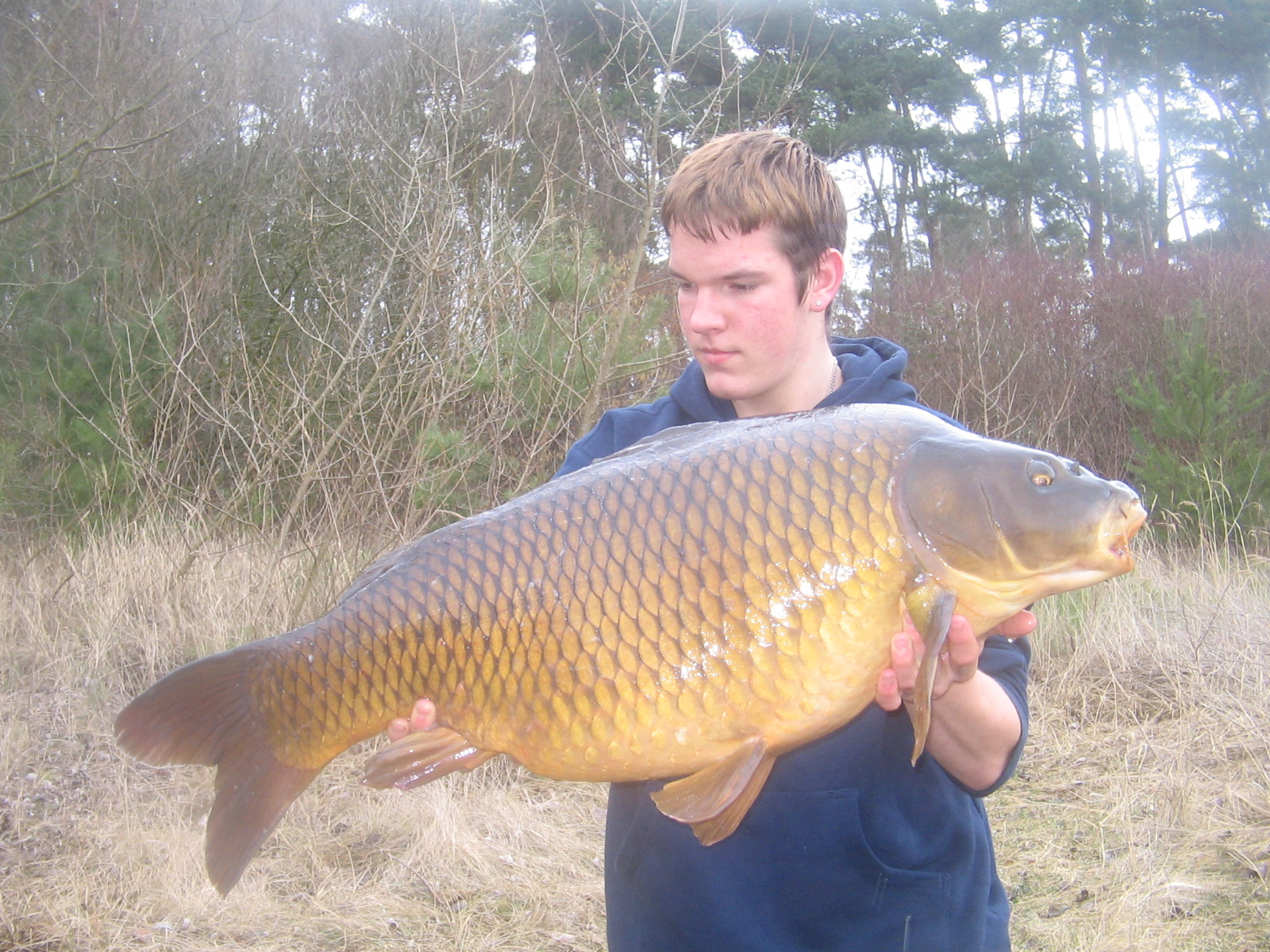
Cyprinus carpio carpio

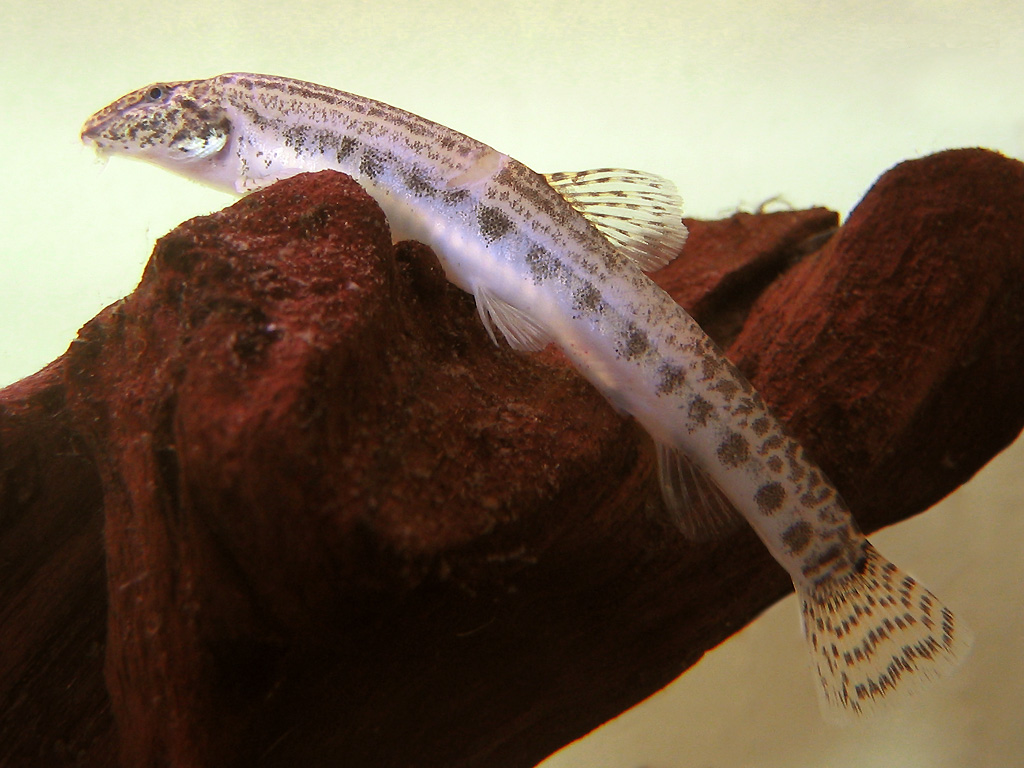
Cobitis taenia

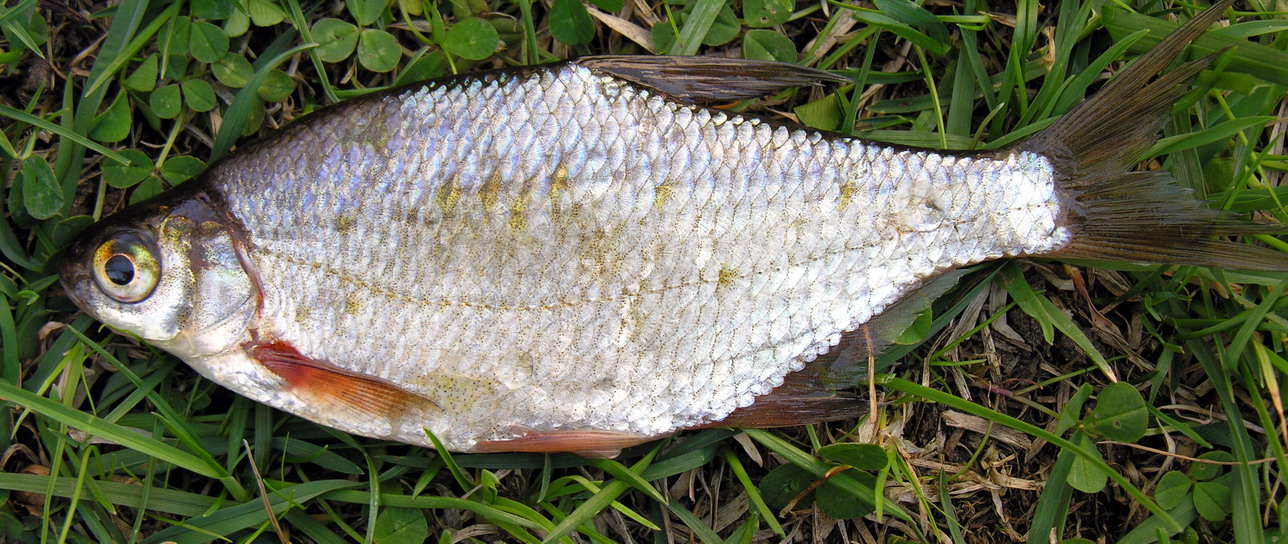
Blicca bjoerkna

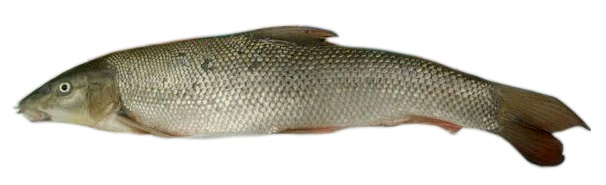
Barbus barbus

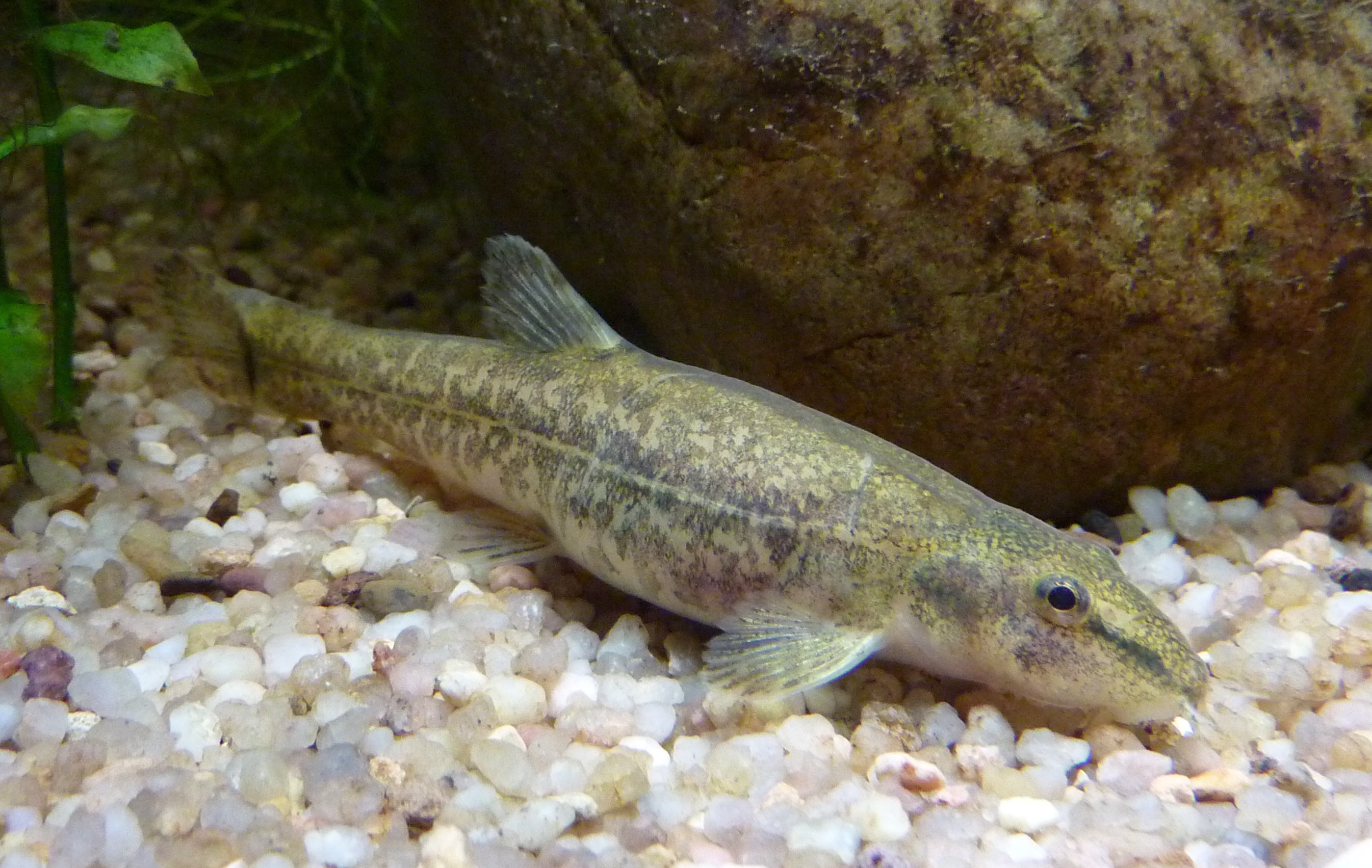
Barbatula barbatula

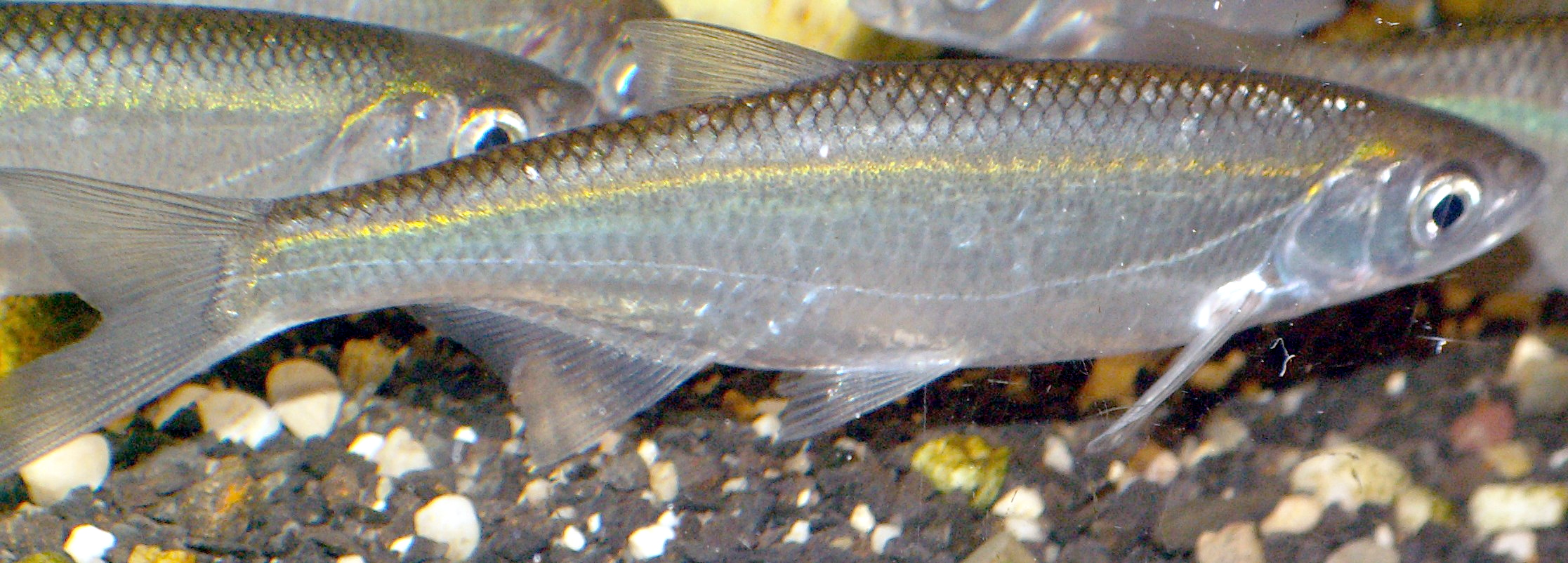
Alburnus alburnus

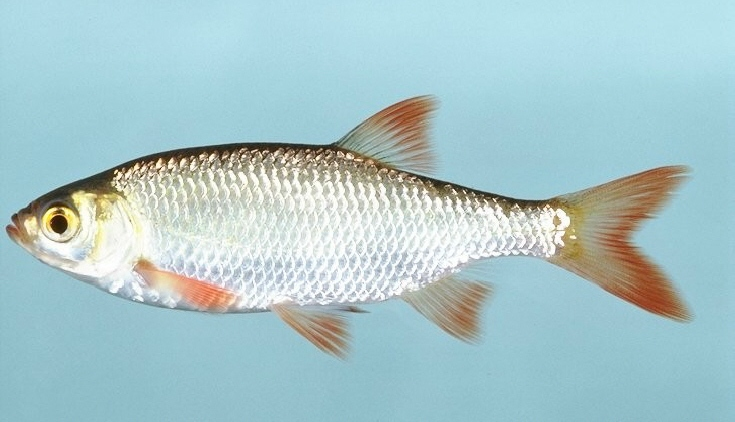
Scardinius erythrophthalmus

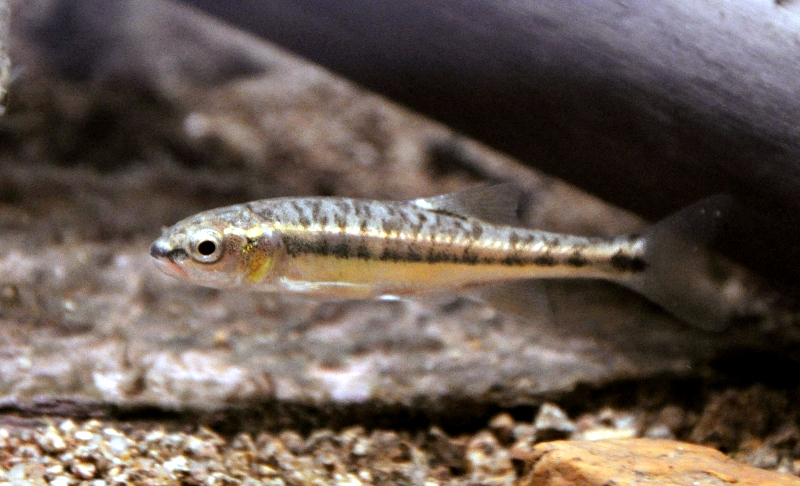
Phoxinus phoxinus

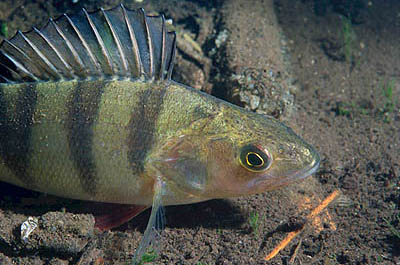
Perca fluviatilis

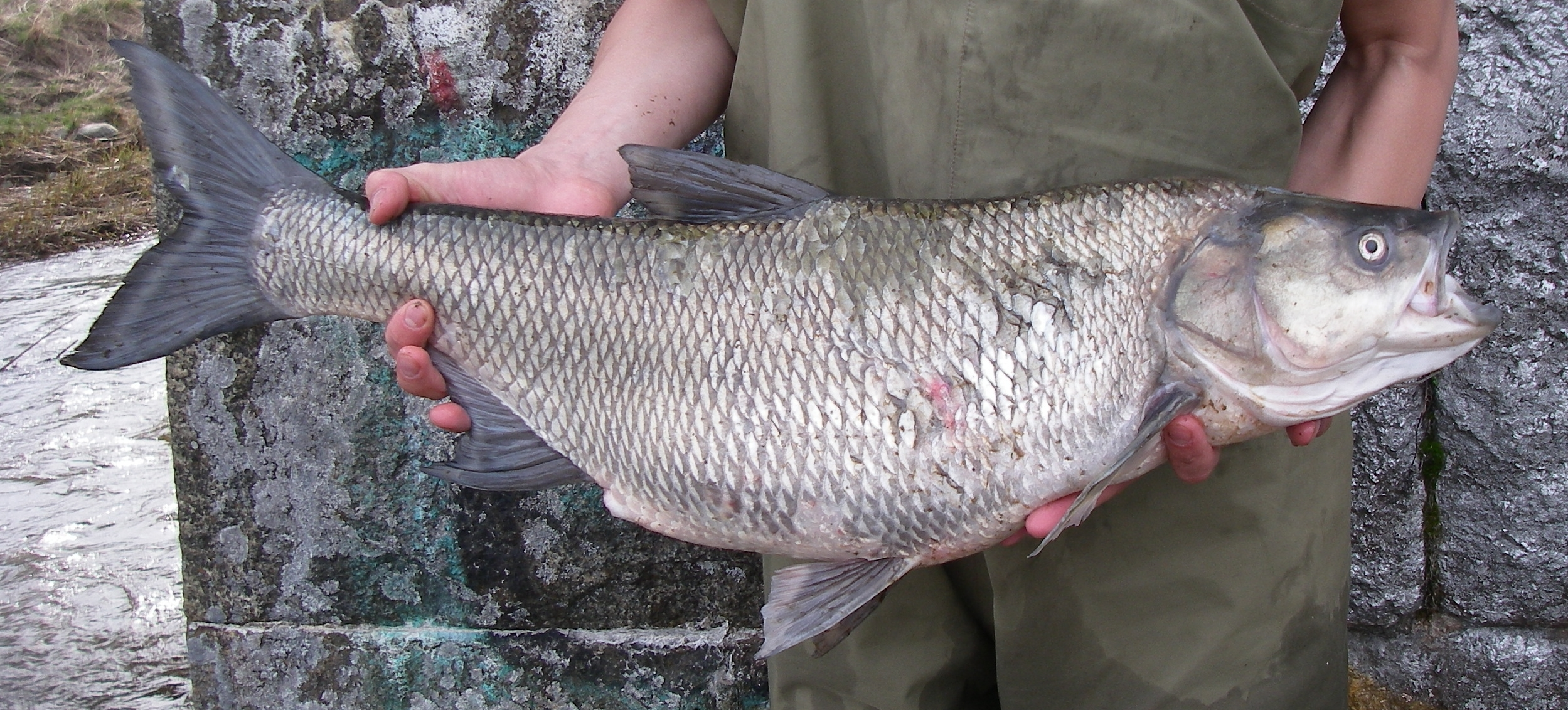
Aspius aspius

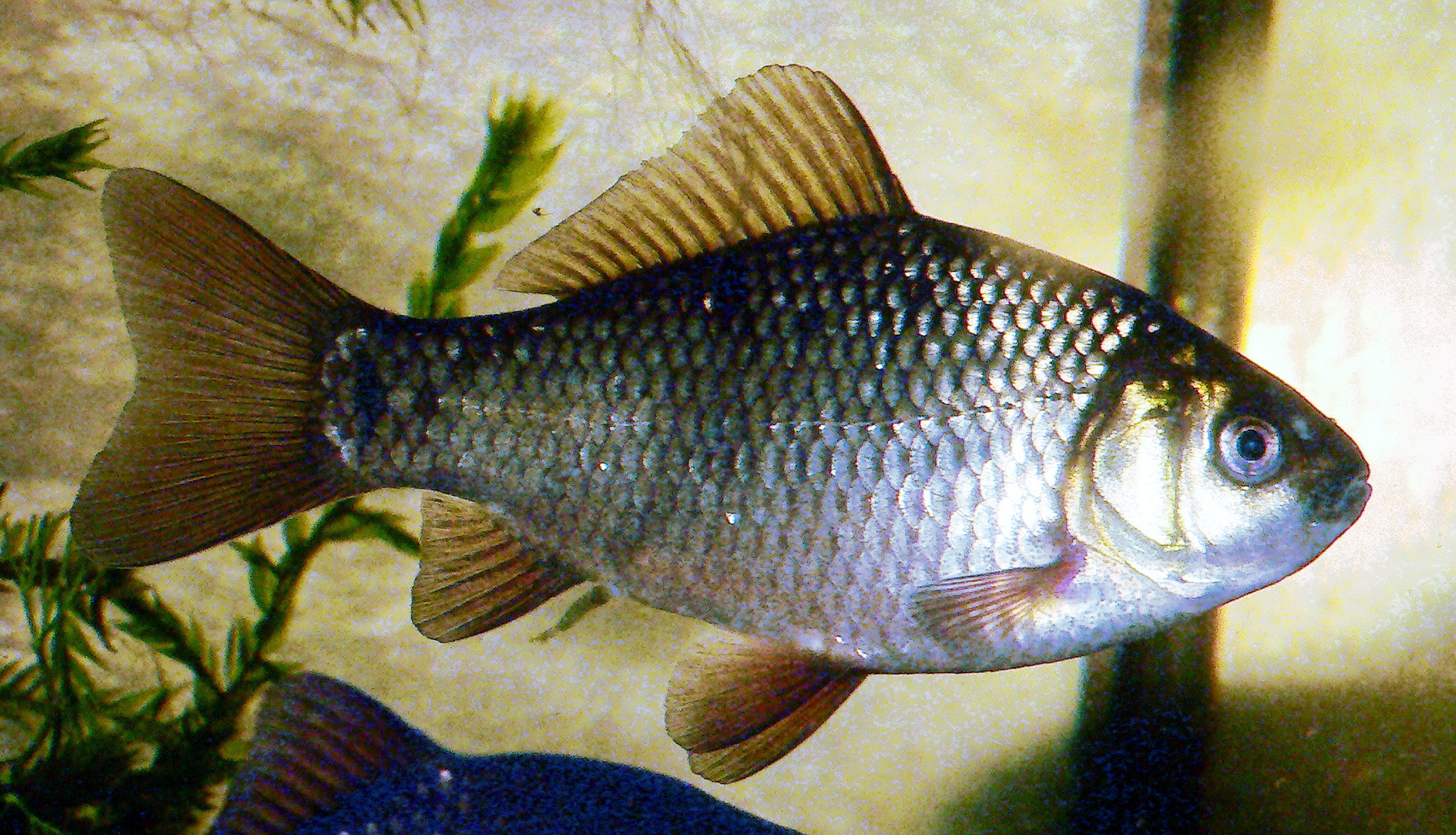
Carassius carassius

Список риб Ліхтенштейну неповний і складається з 12 видів риб, що мешкають у територіальних водах Ліхтенштейну.

## A
- Alburnus alburnus
- Aspius aspius

## B
- Barbatula barbatula
- Barbus barbus
- Blicca bjoerkna

## C
- Carassius carassius
- Cobitis taenia
- Cyprinus carpio carpio

## O
- Oncorhynchus mykiss

## P
- Perca fluviatilis
- Phoxinus phoxinus

## S
- Scardinius erythrophthalmus[1]